# Periscelis flinti
Periscelis flinti är en tvåvingeart som först beskrevs av Malloch 1915.  Periscelis flinti ingår i släktet Periscelis och familjen savflugor. Inga underarter finns listade i Catalogue of Life.